# Traiguén
Traiguén is een gemeente in de Chileense provincie Malleco in de regio Araucanía. Traiguén telde 18.843 inwoners in 2017 en heeft een oppervlakte van 908 km².

## Geboren in Traiguén
- Elisa Loncón, Mapuche-taalkundige en activist.

- Virtual International Authority File: 4887157040172367040002